# Покоше
Покоше (словен. Pokoše) — поселення в общині Словенська Бистриця, Подравський регіон‎, Словенія.